# Mercedes Lackey
Mercedes „Misty” Lackey (ur. 24 czerwca 1950 w Chicago) – amerykańska pisarka science fiction i fantasy.
W wieku ośmiu-dziewięciu lat odkryła science fiction, czytając książki ojca (pierwszą był zbiór opowiadań Agent of Vega Jamesa H. Schmitza). Później bardzo często odwiedzała bibliotekę, a kieszonkowe wydawała na kolejne książki (wciąż ma większość z nich). Z kolei jej fascynacja fantasy zaczęła się od Świata Czarownic Andre Norton.
W 1972 ukończyła studia na Uniwersytecie Purdue. Pracowała jako kucharka, księgowa, ochroniarz w domu towarowym, technik laboratoryjny, modelka oraz programista komputerowy. W związku z ostatnim zawodem przeniosła się z Indiany do Oklahomy w 1982.
W tym samym roku Lackey zaczęła również pisać, znudzona i rozczarowana dostępnymi wtedy książkami. Jak twierdzi, przyczynił się do tego R.A. Lafferty. Dzięki C.J. Cherryh i Marion Zimmer Bradley w 1985 Lackey zaczęła zarabiać na swoim pisaniu, a od 1993 było to jej główne źródło utrzymania.
W 1992 poślubiła szesnaście lat młodszego od siebie Larry’ego Dixona.
Zanim wzięła się za prozę pisała teksty piosenek. Nazywa je „opowieściami w pigułce” – redukują fabułę do najmniejszych detali i zamykają określony, krytyczny moment w czasie. Ponadto muzyka bardów wzbogaca świat jej powieści.
Polski czytelnik miał okazję po raz pierwszy poznać Mercedes Lackey w 1993 dzięki wydawnictwu Rebis, które wypuściło na rynek napisaną przez nią do spółki z Andre Norton Zgubę elfów; jest to pierwszy tom tetralogii Kroniki Półkrwi. Później przyszedł czas na zapoznanie się z kilkoma pozycjami ze świata Valdemaru – najobszerniejszego cyklu tej autorki. W 2005 roku wydawnictwo ISA rozpoczęło publikację współtworzonego przez Mercedes Lackey cyklu Opowieść barda.

### Cykl oValdemarze

#### Trylogia „Wojen magów”
- Czarny gryf (The Black Gryphon, 1993) z Larrym Dixonem
- Biały gryf (The White Gryphon, 1994) z Larrym Dixonem
- Srebrzysty gryf (The Silver Gryphon, 1996) z Larrym Dixonem

#### Collegium Chronicles
- Początek (Foundation, 2008)
- Intrygi (Intriguez, 2010)
- Changes 2011
- Redoubt 2012
- Bastion 2013

#### Trylogia „Ostatniego maga heroldów”
- Sługa magii (Magic’s Pawn, 1989)
- Obietnica magii (Magic’s Promise, 1989)
- Cena magii (Magic’s Price, 1990)

#### „Przysięgi i honor”
- Związane przysięgą (The Oathbound, 1988)
- Krzywoprzysięzcy (Oathbreakers, 1989)
- Oathblood (1989)

#### Trylogia „Heroldów Valdemaru – prequele”
- Exile’s Honor (2002)
- Exile’s Valor (2003)
- Take a Thief (2001)

#### Trylogia „Heroldów Valdemaru”
- Strzały królowej (Arrows of the Queen, 1987)
- Lot strzały (Arrow’s Flight, 1987)
- Upadek strzały (Arrow’s Fall, 1988)

#### „Opowieść Kerowyn”
- Prawo miecza (By the Sword, 1991)

#### Trylogia „Magicznych wichrów”
- Wiatr przeznaczenia (Winds of Fate, 1991)
- Wiatr zmian (Winds of Change, 1992)
- Wiatr furii (Winds of Fury, 1993)

#### Trylogia „Magicznych burz”
- Zwiastun burzy (Storm Warning, 1994)
- Burza (Storm Rising, 1995)
- Przesilenie (Storm Breaking, 1996)

#### „Darian’s Tale”
- Lot sowy (Owlflight, 1997) z Larrym Dixonem
- Oczy sowy (Owlsight, 1998) z Larrym Dixonem
- Rycerz sowy (Owlknight, 1999) z Larrym Dixonem

### „Diana Tregarde”
- Burning Water (1989)
- Children of the Night (1990)
- Jinx High (1991)

### „Knight of Ghosts and Shadows”
- Rycerz Duchów i Cieni (Knight of Ghosts and Shadows) (1990) z Ellen Guon
- Summoned to Tourney (1992) z Ellen Guon

### „Kroniki półkrwi”
- Zguba elfów (The Elvenbane, 1991) z Andre Norton
- Elfia krew (Elvenblood, 1995) z Andre Norton
- Elvenborn (2002) z Andre Norton

### „Serrated Edge”
- Born To Run (1992) z Larrym Dixonem
- Wheels of Fire (1992) z Markiem Shepherdem
- When the Bough Breaks (1993) z Holly Lisle(inne języki)
- Chrome Circle (1994) z Larrym Dixonem
- Elvendude (1994) autorstwa Marka Shepherda
- Spiritride (1997) autorstwa Marka Shepherda
- Lazerwarz (1999) autorstwa Marka Shepherda
- Stoned Souls z Sarah Hoyt(inne języki)
- This Scepter’d Isle (2004) z Robertą Gellis (prequel)
- Ill Met by Moonlight (2005) z Robertą Gellis (prequel)
- By Slanderous Tongues (2007) z Robertą Gellis (prequel)
- And Less Than Kind (2008) z Robertą Gellis (prequel)

### „Opowieści Barda”
- Zamek złudzeń (Castle of Deception, 1992) z Josephą Sherman(inne języki)
- Forteca lodu i ognia (Fortress of Frost and Fire, 1993) z Ru Emerson
- Prison of Souls (1993) z Markiem Shepherdem
- Bedlam Boyz (1993) autorstwa Ellen Guon (prequel)
- Beyond World’s End (2001) z Rosemary Edghill
- Spirits White as Lightning (2001) z Rosemary Edghill
- Mad Maudlin (2003) z Rosemary Edghill
- Bedlam’s Edge (2005) z Rosemary Edghill
- Music to My Sorrow (2005) z Rosemary Edghill

### „Dragon Jousters”
- Joust (2003)
- Alta (2004)
- Sanctuary (2005)
- Aerie (Październik 2006)

### „Secret World Chronicle”
- Book One: Invasion (2006) ze Steve’em Libbeyem
- Book Two: The Hunt (2007) ze Steve’em Libbeyem

### „The Elemental Masters”
- The Fire Rose (1995, ISBN 0-671-87750-X) oparta na Pięknej i Bestii
- The Serpent’s Shadow (2001, ISBN 0-7564-0061-9) oparta na Królewnie Śnieżce
- The Gates of Sleep (2002, ISBN 0-7564-0101-1) oparta na Śpiącej Królewnie
- Phoenix And Ashes (2004, ISBN 0-7564-0272-7) oparta na Kopciuszku
- The Wizard of London (2005, ISBN 0-7564-0174-7) oparta na Królowej Śniegu
- Reserved for the Cat (2007, ISBN 978-0-7564-0362-1) oparta na Kocie w butach
- Unnatural Issue (2011, ISBN 978-0-7564-0575-5)

### „Fairy Tale”
- The Black Swan (1999) oparta na Jeziorze Łabędzim
- Firebird (1996) oparta na baśni rosyjskiej

### „Tales of the Five Hundred Kingdoms”
- The Fairy Godmother (2004)
- One Good Knight (2006)
- Fortune’s Fool (2007)
- The Snow Queen (2008)